# Abubakari Yakubu
Abubakari Yakubu (Tema, 13 de dezembro de 1981 - Tema, 31 de outubro de 2017) foi um futebolista ganês que atuava como meio-campista.

## Carreira em clubes
Yakubu jogou toda a carreira no futebol holandês, onde chegou em 1999 para defender o Ajax. A estreia foi em abril de 2000, contra o Den Bosch. Até 2005, jogou 65 partidas pelo clube de Amsterdã. Na temporada 2004-05, foi emprestado ao Vitesse, atuando em 31 jogos. Seu desempenho levou a equipe aurinegra a contratá-lo em definitivo. O meio-campista defendeu o Vitesse em 49 jogos - contando o período de empréstimo, 80 partidas.
Após deixar o SBV em 2009, ficou sem jogar por um longo período - ele chegou a negociar com o Munique 1860, porém foi reprovado nos exames. Com isso, encerrou a carreira com apenas 28 anos.

## Seleção
Yakubu defendeu a Seleção de Gana em 16 partidas, não marcando gols. Participou da edição da Copa das Nações Africanas de 2006, onde os Black Stars caíram na primeira fase.
Era nome certo para a Copa da Alemanha, mas o técnico Ratomir Dujković não o convocou, optando em levar Eric Addo para a competição.

## Morte
O meio-campista faleceu em 31 de outubro de 2017, aos 35 anos, no Hospital do Governo de Tema. Ele foi vitimado por uma doença ainda não identificada.

## Links
- Abubakari Yakubu em National-Football-Teams.com